# Igoris Pankratjevas
Igoris Pankratjevas, ros. Игорь Панкратьевич Панкратьев, Igor Pankratjewicz Pankratjew (ur. 9 sierpnia 1965 w Kownie) – litewski piłkarz, grający na pozycji pomocnika, reprezentant Litwy, trener piłkarski.

## Kariera piłkarska

### Kariera klubowa
Karierę piłkarską rozpoczął w Žalgirisie Wilno w 1982. W sezonie 1983 jako zawodnik wileńskiej drużyny zadebiutował w rozgrywkach radzieckiej ekstraklasy. Po kilku latach wywalczył miejsce w pierwszej jedenastce Žalgirisu. Był podstawowym zawodnikiem drużyny, która w 1987 zajęła 3. miejsce w Wyższej Lidze ZSRR, a w sezonie 1987–1988 dotarła do półfinału Pucharu Związku Radzieckiego.
W 1989 wyjechał do Niemiec, gdzie występował w klubach Westfalia Herne i KSV Hessen Kassel. W 1991 przeszedł do Dynama Moskwa, a następnie do Lietuvos Makabi Wilno. Lata 1992–1993 spędził na Ukrainie, gdzie był zawodnikiem Dynama Kijów i Nywy Mironówka. W sezonie 1993–1994 znalazł się w składzie Sakalasu Szawle, by następnie wrócić na Ukrainę. W kolejnych sezonach reprezentował barwy: Zorii Ługańsk, Poidilli Chmielnicki i Nywy Tarnopol.

### Kariera reprezentacyjna
W latach 1992–1994 wystąpił w czterech meczach reprezentacji Litwy.

## Kariera trenerska
Od 1999 pracuje jako szkoleniowiec. Trenował Inkaras Kowno, Atlantas Kłajpeda, FBK Kowno, Atlantas Kłajpeda i Žalgiris Wilno. W 2007 pełnił funkcję selekcjonera młodzieżowej reprezentacji Litwy. Od kwietnia do września 2008 trenował Sūduvę Mariampol. Od lipca do października 2009 był asystentem Valdasa Ivanauskasa w azerbejdżańskim Standardzie Sumgait. Po powrocie na Litwę w styczniu 2010 objął stanowisko trenera Žalgirisu.

## Sukcesy i odznaczenia

### Sukcesy piłkarskie
- brązowy medalista Mistrzostw ZSRR: 1987

### Odznaczenia
- 1983: tytuł Mistrza Sportu ZSRR
- 1987: tytuł Mistrza Sportu klasy międzynarodowej ZSRR